# Dakeil Thorpe
Dakeil Jonathan Thorpe (* 12. September 1989) ist ein Badmintonspieler aus Barbados. 

## Karriere
Dakeil Thorpe startete 2010 bei den Commonwealth Games. 2011 und 2013 wurde er nationaler Meister in Barbados. Bei den MBBC Juniors 2007 belegte er Rang drei im Doppel.